# Banovo Polje
Banovo Polje (em cirílico: Баново Поље) é uma vila da Sérvia localizada no município de Bogatić, pertencente ao distrito de Mačva, na região de Mačva. A sua população era de 1373 habitantes segundo o censo de 2011.

## Demografia
| 1948  | 1953  | 1961  | 1971  | 1981  | 1991  | 2002  | 2011  |
| ----- | ----- | ----- | ----- | ----- | ----- | ----- | ----- |
| 2 017 | 2 063 | 1 976 | 1 881 | 1 732 | 1 668 | 1 619 | 1 373 |